# جرمی گرین
جرمی گرین (انگلیسی: Jérémy Grain؛ زادهٔ ۲۱ اکتبر ۱۹۹۴) بازیکن فوتبال اهل فرانسه است.